# Kungsör
Kungsör est une localité de la commune de Kungsör, dont elle est le chef-lieu, dans le comté de Västmanland en Suède.
Sa population était de 5 898 habitants en 2019.